# Michalskiïta
La michalskiïta és un mineral de la classe dels fosfats. Rep el nom de Steffen Michalski (1 de juny de 1974), un conegut col·leccionista i comerciant de minerals que va descobrir i va proporcionar les primeres mostres d'aquesta espècie.

## Característiques
La michalskiïta és un vanadat de fórmula química Fe3+1.33Cu2+₂(MgFe3+)₂(VO₄)₆. Va ser aprovada com a espècie vàlida per l'Associació Mineralògica Internacional l'any 2019, sent publicada l'any 2022. Cristal·litza en el sistema ortoròmbic, i és isostructural amb la lyonsita.
L'exemplar que va servir per a determinar l'espècie, el que es coneix com a material tipus, es troba conservat a les col·leccions mineralògiques del Museu d'Història Natural del Comtat de Los Angeles, a Los Angeles (Califòrnia) amb el número de catàleg: 67614.

## Formació i jaciments
Va ser descoberta a l'abocador Lichtenberg Absetzer, al dipòsit d'urani de Ronneburg (Turíngia, Alemanya), on es troba en forma de prismes i agulles estriades, de fins a uns 0,2 mm de llarg, amb seccions transversals rectangulars. Les cares de cristall són de vegades arrodonides i semblen "desfetes». Aquest indret és l'únic a tot el planeta on ha estat descrita aquesta espècie mineral.